# Nikolai Alexandrowitsch Romanow (1843–1865)

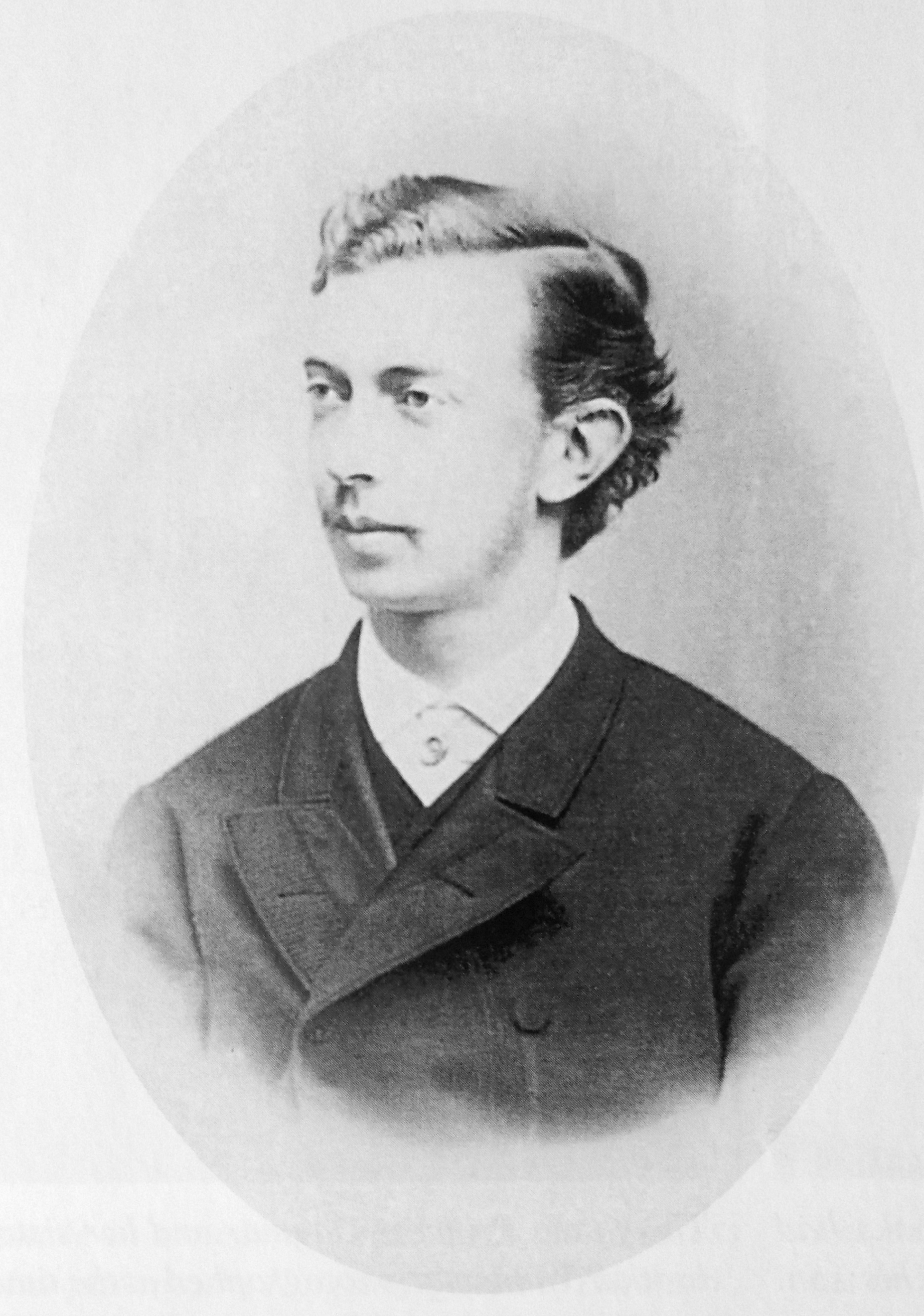
Nikolai Alexandrowitsch Romanow

Nikolai Alexandrowitsch Romanow (russisch Николай Александрович Романов, wiss. Transliteration Nikolaj Aleksandrovič; * 8. Septemberjul. / 20. September 1843greg. in Zarskoje Selo, heute Puschkin; † 12. Apriljul. / 24. April 1865greg. in Nizza) war ein russischer Zarewitsch.

## Leben

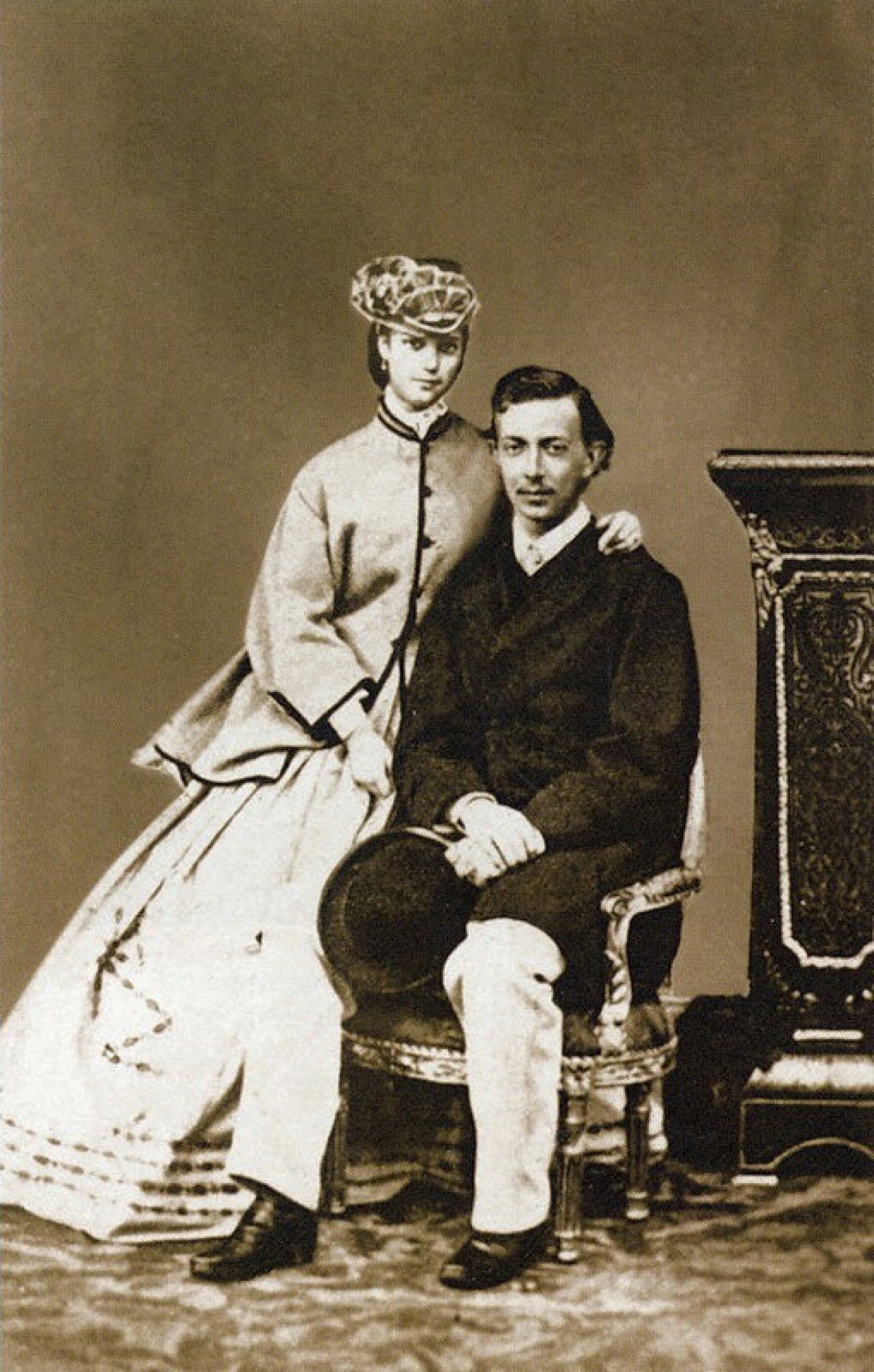
Nikolai Alexandrowitsch Romanow und Dagmar von Dänemark

Im Spätsommer 1843 wurde Großfürst Nikolaus als zweites Kind von Großfürst Alexander und Marie von Hessen-Darmstadt in Zarskoje Selo geboren. Innerhalb der Familie war Nikolai als Nixa bekannt. In seiner leutseligen Art ähnelte er seiner Mutter. Seine Lehrer, die ihn auf seine zukünftige Rolle als Zar von Russland vorbereiteten, beschrieben ihn weiterhin als intelligent und menschlich und sahen in ihm den idealen Mann an der Spitze des Russischen Reiches.
Mit dem Tod seines Großvaters Zar Nikolaus I. Pawlowitsch und der Thronbesteigung seines Vaters wurde Nikolaus am 2. März 1855 als dessen ältester Sohn neuer Thronfolger. Um ihn dem Volk näherzubringen, aber auch motiviert durch seine eigene harte Ausbildung, schickte Alexander II. seinen 17-jährigen Sohn auf mehrere Reisen durch das ganze Reich. Diese Reisen und das raue Klima machten dem Zarewitsch sehr zu schaffen. Er klagte zunehmend über Rückenschmerzen. Die Ärzte konnten sich nicht einigen. Die einen sagten, er habe sich die Wirbelsäule verletzt, als er vom Pferd gefallen sei. Die anderen wiederum vermuteten eine rheumatische Erkrankung. Ohne eine genaue Diagnose erstellt zu haben, riet man ihm auf gut Glück zu einem Aufenthalt im niederländischen Seebad Scheveningen. Trotz Medikamenten und Massagen verschlimmerten sich die Schmerzen von Tag zu Tag, sodass Nikolaus bald nicht mehr aufrecht stehen konnte. Die Ärzte schickten ihn zur weiteren Behandlung nach Nizza. Als er im November 1863 dort ankam, war er stark abgemagert und konnte sich kaum noch bewegen. Zudem diagnostizierte man Tuberkulose.
Trotz allem hoffte man auf eine baldige Besserung seines Zustandes. Seine Eltern arrangierten im Sommer 1864 die Verlobung mit Prinzessin Dagmar von Dänemark, Tochter des dänischen Königs Christian IX. Zu einer Hochzeit kam es jedoch nicht mehr. Auf seinem Sterbebett äußerte Nikolaus den Wunsch, dass Dagmar seinen jüngeren Bruder und baldigen Zarewitsch Alexander heiraten sollte. Sie wurde später an dessen Seite unter dem Namen Maria Fjodorowna Zarin von Russland.

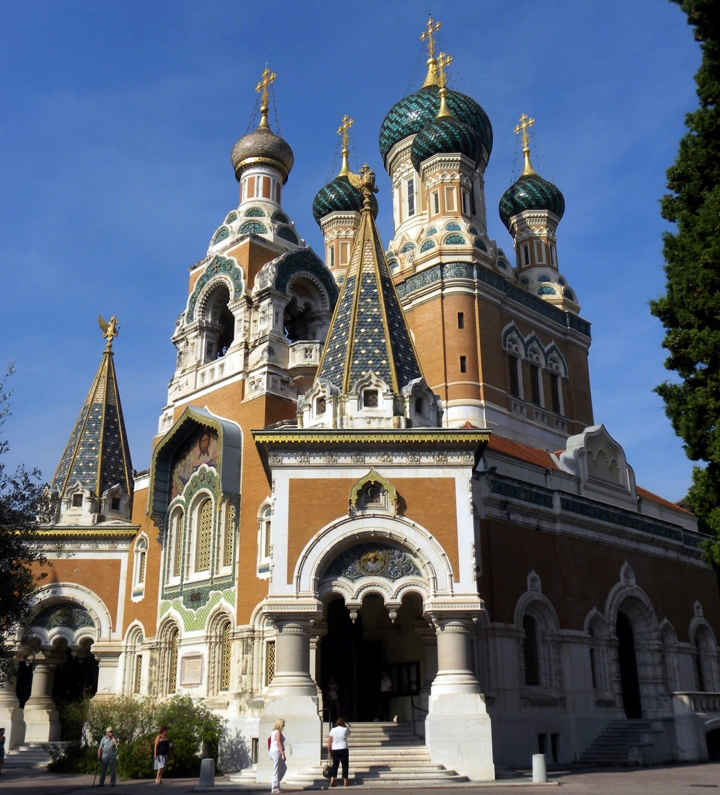
Cathédrale Saint-Nicolas in Nizza

Nikolaus blieb zur Behandlung in Nizza, wo sich nun auch seine Mutter niederließ. Verzweifelt verfolgte sie den weiteren Krankheitsverlauf ihres Lieblingskindes. In der Nacht vom 23. auf den 24. April 1865 starb Nikolaus plötzlich an einer Meningitis. Von Nizza aus wurde sein Leichnam nach Villefranche gefahren, von wo er an Bord des russischen Schiffes Alexander Newski nach Sankt Petersburg gebracht und in der Peter-und-Paul-Kathedrale beigesetzt wurde.
Am Sterbeort des Thronfolgers Nikolaus ließ der Zar eine Gedenkstätte in Form einer Kapelle einrichten. Von 1903 bis 1913 wurde in der Nähe eine russisch-orthodoxe Kirche errichtet, die bald zur Kathedrale erhoben wurde. Die Kirche liegt in einem kleinen Park am Boulevard du Tzarévitch.

## Abstammung
| Paul I. (Zar von Russland)      | Paul I. (Zar von Russland)      | Paul I. (Zar von Russland)      | Paul I. (Zar von Russland)      | Paul I. (Zar von Russland)       | Paul I. (Zar von Russland)       |                                  |                                  | Sophie Dorothee (Zarin von Russland) | Sophie Dorothee (Zarin von Russland) | Sophie Dorothee (Zarin von Russland) | Sophie Dorothee (Zarin von Russland) | Sophie Dorothee (Zarin von Russland) | Sophie Dorothee (Zarin von Russland) |                                   |                                   | Friedrich Wilhelm III. (König von Preußen) | Friedrich Wilhelm III. (König von Preußen) | Friedrich Wilhelm III. (König von Preußen) | Friedrich Wilhelm III. (König von Preußen) | Friedrich Wilhelm III. (König von Preußen) | Friedrich Wilhelm III. (König von Preußen) |                                   |                                   | Luise (Königin von Preußen)               | Luise (Königin von Preußen)               | Luise (Königin von Preußen)               | Luise (Königin von Preußen)               | Luise (Königin von Preußen)                                | Luise (Königin von Preußen)                                |                                                            |                                                            | Ludwig I. (Großherzog von Hessen)                          | Ludwig I. (Großherzog von Hessen)                          | Ludwig I. (Großherzog von Hessen)               | Ludwig I. (Großherzog von Hessen)               | Ludwig I. (Großherzog von Hessen)               | Ludwig I. (Großherzog von Hessen)               |                                                |                                                | Luise (Großherzogin von Hessen)                | Luise (Großherzogin von Hessen)                | Luise (Großherzogin von Hessen)     | Luise (Großherzogin von Hessen)     | Luise (Großherzogin von Hessen)     | Luise (Großherzogin von Hessen)     |                                 |                                 | Karl Ludwig (Erbprinz von Baden)               | Karl Ludwig (Erbprinz von Baden)               | Karl Ludwig (Erbprinz von Baden)               | Karl Ludwig (Erbprinz von Baden)               | Karl Ludwig (Erbprinz von Baden)               | Karl Ludwig (Erbprinz von Baden)               |                                |                                | Amalie (Erbprinzessin von Baden) | Amalie (Erbprinzessin von Baden) | Amalie (Erbprinzessin von Baden) | Amalie (Erbprinzessin von Baden) | Amalie (Erbprinzessin von Baden) | Amalie (Erbprinzessin von Baden) |
| Paul I. (Zar von Russland)      | Paul I. (Zar von Russland)      | Paul I. (Zar von Russland)      | Paul I. (Zar von Russland)      | Paul I. (Zar von Russland)       | Paul I. (Zar von Russland)       |                                  |                                  | Sophie Dorothee (Zarin von Russland) | Sophie Dorothee (Zarin von Russland) | Sophie Dorothee (Zarin von Russland) | Sophie Dorothee (Zarin von Russland) | Sophie Dorothee (Zarin von Russland) | Sophie Dorothee (Zarin von Russland) |                                   |                                   | Friedrich Wilhelm III. (König von Preußen) | Friedrich Wilhelm III. (König von Preußen) | Friedrich Wilhelm III. (König von Preußen) | Friedrich Wilhelm III. (König von Preußen) | Friedrich Wilhelm III. (König von Preußen) | Friedrich Wilhelm III. (König von Preußen) |                                   |                                   | Luise (Königin von Preußen)               | Luise (Königin von Preußen)               | Luise (Königin von Preußen)               | Luise (Königin von Preußen)               | Luise (Königin von Preußen)                                | Luise (Königin von Preußen)                                |                                                            |                                                            | Ludwig I. (Großherzog von Hessen)                          | Ludwig I. (Großherzog von Hessen)                          | Ludwig I. (Großherzog von Hessen)               | Ludwig I. (Großherzog von Hessen)               | Ludwig I. (Großherzog von Hessen)               | Ludwig I. (Großherzog von Hessen)               |                                                |                                                | Luise (Großherzogin von Hessen)                | Luise (Großherzogin von Hessen)                | Luise (Großherzogin von Hessen)     | Luise (Großherzogin von Hessen)     | Luise (Großherzogin von Hessen)     | Luise (Großherzogin von Hessen)     |                                 |                                 | Karl Ludwig (Erbprinz von Baden)               | Karl Ludwig (Erbprinz von Baden)               | Karl Ludwig (Erbprinz von Baden)               | Karl Ludwig (Erbprinz von Baden)               | Karl Ludwig (Erbprinz von Baden)               | Karl Ludwig (Erbprinz von Baden)               |                                |                                | Amalie (Erbprinzessin von Baden) | Amalie (Erbprinzessin von Baden) | Amalie (Erbprinzessin von Baden) | Amalie (Erbprinzessin von Baden) | Amalie (Erbprinzessin von Baden) | Amalie (Erbprinzessin von Baden) |
|                                 |                                 |                                 |                                 |                                  |                                  |                                  |                                  |                                      |                                      |                                      |                                      |                                      |                                      |                                   |                                   |                                            |                                            |                                            |                                            |                                            |                                            |                                   |                                   |                                           |                                           |                                           |                                           |                                                            |                                                            |                                                            |                                                            |                                                            |                                                            |                                                 |                                                 |                                                 |                                                 |                                                |                                                |                                                |                                                |                                     |                                     |                                     |                                     |                                 |                                 |                                                |                                                |                                                |                                                |                                                |                                                |                                |                                |                                  |                                  |                                  |                                  |                                  |                                  |
|                                 |                                 |                                 |                                 |                                  |                                  |                                  |                                  |                                      |                                      |                                      |                                      |                                      |                                      |                                   |                                   |                                            |                                            |                                            |                                            |                                            |                                            |                                   |                                   |                                           |                                           |                                           |                                           |                                                            |                                                            |                                                            |                                                            |                                                            |                                                            |                                                 |                                                 |                                                 |                                                 |                                                |                                                |                                                |                                                |                                     |                                     |                                     |                                     |                                 |                                 |                                                |                                                |                                                |                                                |                                                |                                                |                                |                                |                                  |                                  |                                  |                                  |                                  |                                  |
| Alexander I. (Zar von Russland) | Alexander I. (Zar von Russland) | Alexander I. (Zar von Russland) | Alexander I. (Zar von Russland) | Alexander I. (Zar von Russland)  | Alexander I. (Zar von Russland)  |                                  |                                  | Nikolaus I. (Zar von Russland)       | Nikolaus I. (Zar von Russland)       | Nikolaus I. (Zar von Russland)       | Nikolaus I. (Zar von Russland)       | Nikolaus I. (Zar von Russland)       | Nikolaus I. (Zar von Russland)       |                                   |                                   | Charlotte von Preußen (Zarin von Russland) | Charlotte von Preußen (Zarin von Russland) | Charlotte von Preußen (Zarin von Russland) | Charlotte von Preußen (Zarin von Russland) | Charlotte von Preußen (Zarin von Russland) | Charlotte von Preußen (Zarin von Russland) |                                   |                                   | Friedrich Wilhelm IV. (König von Preußen) | Friedrich Wilhelm IV. (König von Preußen) | Friedrich Wilhelm IV. (König von Preußen) | Friedrich Wilhelm IV. (König von Preußen) | Friedrich Wilhelm IV. (König von Preußen)                  | Friedrich Wilhelm IV. (König von Preußen)                  |                                                            |                                                            |                                                            |                                                            |                                                 |                                                 |                                                 |                                                 |                                                |                                                | Ludwig II. (Großherzog von Hessen)             | Ludwig II. (Großherzog von Hessen)             | Ludwig II. (Großherzog von Hessen)  | Ludwig II. (Großherzog von Hessen)  | Ludwig II. (Großherzog von Hessen)  | Ludwig II. (Großherzog von Hessen)  |                                 |                                 | Wilhelmine von Baden (Großherzogin von Hessen) | Wilhelmine von Baden (Großherzogin von Hessen) | Wilhelmine von Baden (Großherzogin von Hessen) | Wilhelmine von Baden (Großherzogin von Hessen) | Wilhelmine von Baden (Großherzogin von Hessen) | Wilhelmine von Baden (Großherzogin von Hessen) |                                |                                |                                  |                                  |                                  |                                  |                                  |                                  |
| Alexander I. (Zar von Russland) | Alexander I. (Zar von Russland) | Alexander I. (Zar von Russland) | Alexander I. (Zar von Russland) | Alexander I. (Zar von Russland)  | Alexander I. (Zar von Russland)  |                                  |                                  | Nikolaus I. (Zar von Russland)       | Nikolaus I. (Zar von Russland)       | Nikolaus I. (Zar von Russland)       | Nikolaus I. (Zar von Russland)       | Nikolaus I. (Zar von Russland)       | Nikolaus I. (Zar von Russland)       |                                   |                                   | Charlotte von Preußen (Zarin von Russland) | Charlotte von Preußen (Zarin von Russland) | Charlotte von Preußen (Zarin von Russland) | Charlotte von Preußen (Zarin von Russland) | Charlotte von Preußen (Zarin von Russland) | Charlotte von Preußen (Zarin von Russland) |                                   |                                   | Friedrich Wilhelm IV. (König von Preußen) | Friedrich Wilhelm IV. (König von Preußen) | Friedrich Wilhelm IV. (König von Preußen) | Friedrich Wilhelm IV. (König von Preußen) | Friedrich Wilhelm IV. (König von Preußen)                  | Friedrich Wilhelm IV. (König von Preußen)                  |                                                            |                                                            |                                                            |                                                            |                                                 |                                                 |                                                 |                                                 |                                                |                                                | Ludwig II. (Großherzog von Hessen)             | Ludwig II. (Großherzog von Hessen)             | Ludwig II. (Großherzog von Hessen)  | Ludwig II. (Großherzog von Hessen)  | Ludwig II. (Großherzog von Hessen)  | Ludwig II. (Großherzog von Hessen)  |                                 |                                 | Wilhelmine von Baden (Großherzogin von Hessen) | Wilhelmine von Baden (Großherzogin von Hessen) | Wilhelmine von Baden (Großherzogin von Hessen) | Wilhelmine von Baden (Großherzogin von Hessen) | Wilhelmine von Baden (Großherzogin von Hessen) | Wilhelmine von Baden (Großherzogin von Hessen) |                                |                                |                                  |                                  |                                  |                                  |                                  |                                  |
|                                 |                                 |                                 |                                 |                                  |                                  |                                  |                                  |                                      |                                      |                                      |                                      |                                      |                                      |                                   |                                   |                                            |                                            |                                            |                                            |                                            |                                            |                                   |                                   |                                           |                                           |                                           |                                           |                                                            |                                                            |                                                            |                                                            |                                                            |                                                            |                                                 |                                                 |                                                 |                                                 |                                                |                                                |                                                |                                                |                                     |                                     |                                     |                                     |                                 |                                 |                                                |                                                |                                                |                                                |                                                |                                                |                                |                                |                                  |                                  |                                  |                                  |                                  |                                  |
|                                 |                                 |                                 |                                 |                                  |                                  |                                  |                                  |                                      |                                      |                                      |                                      |                                      |                                      |                                   |                                   |                                            |                                            |                                            |                                            |                                            |                                            |                                   |                                   |                                           |                                           |                                           |                                           |                                                            |                                                            |                                                            |                                                            |                                                            |                                                            |                                                 |                                                 |                                                 |                                                 |                                                |                                                |                                                |                                                |                                     |                                     |                                     |                                     |                                 |                                 |                                                |                                                |                                                |                                                |                                                |                                                |                                |                                |                                  |                                  |                                  |                                  |                                  |                                  |
|                                 |                                 |                                 |                                 |                                  |                                  |                                  |                                  |                                      |                                      |                                      |                                      |                                      |                                      |                                   |                                   | Olga (Königin von Württemberg)             | Olga (Königin von Württemberg)             | Olga (Königin von Württemberg)             | Olga (Königin von Württemberg)             | Olga (Königin von Württemberg)             | Olga (Königin von Württemberg)             |                                   |                                   | Alexander II. (Zar von Russland)          | Alexander II. (Zar von Russland)          | Alexander II. (Zar von Russland)          | Alexander II. (Zar von Russland)          | Alexander II. (Zar von Russland)                           | Alexander II. (Zar von Russland)                           |                                                            |                                                            | Marie von Hessen-Darmstadt (Zarin von Russland)            | Marie von Hessen-Darmstadt (Zarin von Russland)            | Marie von Hessen-Darmstadt (Zarin von Russland) | Marie von Hessen-Darmstadt (Zarin von Russland) | Marie von Hessen-Darmstadt (Zarin von Russland) | Marie von Hessen-Darmstadt (Zarin von Russland) |                                                |                                                | Ludwig III. (Großherzog von Hessen)            | Ludwig III. (Großherzog von Hessen)            | Ludwig III. (Großherzog von Hessen) | Ludwig III. (Großherzog von Hessen) | Ludwig III. (Großherzog von Hessen) | Ludwig III. (Großherzog von Hessen) |                                 |                                 |                                                |                                                |                                                |                                                |                                                |                                                |                                |                                |                                  |                                  |                                  |                                  |                                  |                                  |
|                                 |                                 |                                 |                                 |                                  |                                  |                                  |                                  |                                      |                                      |                                      |                                      |                                      |                                      |                                   |                                   | Olga (Königin von Württemberg)             | Olga (Königin von Württemberg)             | Olga (Königin von Württemberg)             | Olga (Königin von Württemberg)             | Olga (Königin von Württemberg)             | Olga (Königin von Württemberg)             |                                   |                                   | Alexander II. (Zar von Russland)          | Alexander II. (Zar von Russland)          | Alexander II. (Zar von Russland)          | Alexander II. (Zar von Russland)          | Alexander II. (Zar von Russland)                           | Alexander II. (Zar von Russland)                           |                                                            |                                                            | Marie von Hessen-Darmstadt (Zarin von Russland)            | Marie von Hessen-Darmstadt (Zarin von Russland)            | Marie von Hessen-Darmstadt (Zarin von Russland) | Marie von Hessen-Darmstadt (Zarin von Russland) | Marie von Hessen-Darmstadt (Zarin von Russland) | Marie von Hessen-Darmstadt (Zarin von Russland) |                                                |                                                | Ludwig III. (Großherzog von Hessen)            | Ludwig III. (Großherzog von Hessen)            | Ludwig III. (Großherzog von Hessen) | Ludwig III. (Großherzog von Hessen) | Ludwig III. (Großherzog von Hessen) | Ludwig III. (Großherzog von Hessen) |                                 |                                 |                                                |                                                |                                                |                                                |                                                |                                                |                                |                                |                                  |                                  |                                  |                                  |                                  |                                  |
|                                 |                                 |                                 |                                 |                                  |                                  |                                  |                                  |                                      |                                      |                                      |                                      |                                      |                                      |                                   |                                   |                                            |                                            |                                            |                                            |                                            |                                            |                                   |                                   |                                           |                                           |                                           |                                           |                                                            |                                                            |                                                            |                                                            |                                                            |                                                            |                                                 |                                                 |                                                 |                                                 |                                                |                                                |                                                |                                                |                                     |                                     |                                     |                                     |                                 |                                 |                                                |                                                |                                                |                                                |                                                |                                                |                                |                                |                                  |                                  |                                  |                                  |                                  |                                  |
|                                 |                                 |                                 |                                 |                                  |                                  |                                  |                                  |                                      |                                      |                                      |                                      |                                      |                                      |                                   |                                   |                                            |                                            |                                            |                                            |                                            |                                            |                                   |                                   |                                           |                                           |                                           |                                           |                                                            |                                                            |                                                            |                                                            |                                                            |                                                            |                                                 |                                                 |                                                 |                                                 |                                                |                                                |                                                |                                                |                                     |                                     |                                     |                                     |                                 |                                 |                                                |                                                |                                                |                                                |                                                |                                                |                                |                                |                                  |                                  |                                  |                                  |                                  |                                  |
|                                 |                                 |                                 |                                 | Nikolai (Russischer Thronfolger) | Nikolai (Russischer Thronfolger) | Nikolai (Russischer Thronfolger) | Nikolai (Russischer Thronfolger) | Nikolai (Russischer Thronfolger)     | Nikolai (Russischer Thronfolger)     |                                      |                                      | Alexander III. (Zar von Russland)    | Alexander III. (Zar von Russland)    | Alexander III. (Zar von Russland) | Alexander III. (Zar von Russland) | Alexander III. (Zar von Russland)          | Alexander III. (Zar von Russland)          |                                            |                                            | Wladimir (Großfürst von Russland)          | Wladimir (Großfürst von Russland)          | Wladimir (Großfürst von Russland) | Wladimir (Großfürst von Russland) | Wladimir (Großfürst von Russland)         | Wladimir (Großfürst von Russland)         |                                           |                                           | Alexei (Generaladmiral der Zaristischen Russischen Marine) | Alexei (Generaladmiral der Zaristischen Russischen Marine) | Alexei (Generaladmiral der Zaristischen Russischen Marine) | Alexei (Generaladmiral der Zaristischen Russischen Marine) | Alexei (Generaladmiral der Zaristischen Russischen Marine) | Alexei (Generaladmiral der Zaristischen Russischen Marine) |                                                 |                                                 | Marija (Herzogin von Sachsen-Coburg und Gotha)  | Marija (Herzogin von Sachsen-Coburg und Gotha)  | Marija (Herzogin von Sachsen-Coburg und Gotha) | Marija (Herzogin von Sachsen-Coburg und Gotha) | Marija (Herzogin von Sachsen-Coburg und Gotha) | Marija (Herzogin von Sachsen-Coburg und Gotha) |                                     |                                     | Sergei (Großfürst von Russland)     | Sergei (Großfürst von Russland)     | Sergei (Großfürst von Russland) | Sergei (Großfürst von Russland) | Sergei (Großfürst von Russland)                | Sergei (Großfürst von Russland)                |                                                |                                                | Pawel (Großfürst von Russland)                 | Pawel (Großfürst von Russland)                 | Pawel (Großfürst von Russland) | Pawel (Großfürst von Russland) | Pawel (Großfürst von Russland)   | Pawel (Großfürst von Russland)   |                                  |                                  |                                  |                                  |